# Северино Жефферсон
Северино Жефферсон (порт.-браз. Severino Jefferson; 29 октября 1985, Кампинас, Бразилия) — бразильский футболист, нападающий.

## Биография
Начал профессиональную карьеру в 18 лет в клубе «Гуарани» из родного города Жефферсона Кампинас. Затем находился в расположении клуба «Сан-Паулу», а в 2004 году в «Венециано» из города Нова-Венесия.
В сезоне 2004/05 находился в составе итальянской «Пармы», в команде сыграл в нескольких товарищеских играх. После выступал за швейцарский «Янг Феллоуз Ювентус» в Челлендж-лиге. Затем выступал за клубы второго по значимости дивизиона Кипра — АПЕП и «Айя-Напа».
В 2008 году подписал контракт с канадским «Монреалем Импакт», после прохождения сборов в Португалии. На сборах Северино Жефферсон отличился забитым голом в ворота команды «Визела», 27 февраля 2008 года. В команде выступал под 11 номером. В 2008 провёл 25 матчей и забил 3 гола в Первом дивизионе США. В чемпионате Канады 2008 сыграл 3 из 4 матчей и забил 1 гол, в игре против «Ванкувер Уайткэпс» (2:0), на 25 минуте в ворота Джея Нолли.
27 августа 2008 года дебютировал в Лига чемпионов КОНКАКАФ в предварительном раунде в матче против никарагуанского «Реал Эстели» (1:0). В следующей игре «Монреаль Импакт» сыграл в нулевую ничью и по сумме двух матчей прошёл в групповой этап. На групповом этапе сыграл в двух матчах против тринидадского «Джо Паблик» (2:0) и гондурасской «Олимпии» (1:2). В своей группе «Монреаль Импакт» занял 2 место, уступив лишь мексиканскому «Атланте». В апреле 2009 года покинул расположение клуба.

## Достижения
- Чемпион Канады (1): 2008